# مجمع الملك عبد العزيز لكسوة الكعبة المشرفة
مجمع الملك عبد العزيز لكسوة الكعبة المشرفة هو الاسم الجديد لمصنع الكسوة بمكة المكرمة بعد صدور موافقة الملك سلمان بن عبد العزيز على تغيير الاسم في مايو 2017.

## السبب في تأسيس مصنع الكسوة
في عام 1345هـ رأى الملك عبدالعزيز آل سعود بعد توقف مصر عن إرسال الكسوة بعد حادثة المحمل بضرورة صناعة كسوة للكعبة على وجه السرعة من الجوخ الأسود الفاخر المبطن بالقلع المتين كما عمل حزام الكعبة بآلة التطريز، وكتب عليها الآيات القرآنية بالقصب الفضي المموه بالذهب، وتم زركشتها بآلة التطريز أيضاً، وقد قام وزير المالية عبد الله السليمان الحمدان بجهودٍ كبيرة في سبيل إنجاز العمل في فترة يسيرة، وكُسيت الكعبة المشرفة في موعدها في اليوم العاشر من ذي الحجة سنة 1345هـ، وفي شهر محرم من العام التالي أمر الملك عبد العزيز بإنشاء دار خاصة بصناعة الكسوة؛ فاختار عبد الله السليمان محلة أجياد أمام وزارة المالية العمومية بمكة المكرمة على مساحة تبلغ 1500 متر مربع.

## تأسيسه
أصدر الملك عبد العزيز بن عبد الرحمن آل سعود أمرا بإنشاء دار خاصة لصناعة كسوة الكعبة في منتصف عام 1346هـ باقتراح من الشيخ عبد الرحمن مظهر حسين الانصاري، والذي كان أول مدير للمصنع، واستمر العمل في إنشاء كسوة الكعبة المشرفة إلى أن تم تجديد المصنع وتحديثه وافتتح في عام 1397هـ بأم الجود بمكة المكرمة، وزود المصنع بالآلات الحديثة لتحضير النسيج وأحدث قسم للنسيج الآلي مع الإبقاء على أسلوب الإنتاج اليدوي لما له من قيمة فنية عالية.

## أعمال المجمع
يحتوي المجمع على عدة أقسام من أهم هذه الأقسام قسم الحزام وقسم خياطة الثوب وقسم المصبغة وقسم الطباعة وقسم النسيج الآلي وقسم النسيج اليدوي وقسم المختبر ويعمل في تلك الأقسام أكثر من مئتي عامل سعودي من العمالة السعودية المؤهلة والمدربة. وبالإضافة إلى إنتاج كسوة الكعبة المشرفة كل عام فإن المجمع ينتج أيضاً الكسوة الداخلية للكعبة المشرفة والكسوة الداخلية للحجرة النبوية الشريفة وأعلام المملكة العربية السعودية مطرزا ومطبوعاً طبقاً لنظام علم المملكة العربية السعودية. تستخدم أيضا الخيوط الحريرية الخام والمستوردة من إيطاليا وتصبغ في المجمع (الأسود والأحمر والأخضر) وهي من أجود أنواع الخيوط ومجموعة أخرى من الخيوط القطنية ويتم تنقيتها لبطانة الثوب وتستخدم أيضا في التتطريز مجموعة من الأسلاك الفضية الصافية والاسلاك الذهبية الصافية عيار 24 قيراط يستخدم لتطريز الحروف من الخارج ونسيج الحرير الخاص بكسوة الكعبة المشرفة يبلغ حوالي 7 ملم من الحرير الطبيعي الخالص وينقش بطريقة الجاكارد وينتج أيضاً الحرير السادة لطباعة الحروف عليها المطلوب تطريزه يدويا بأيدي صناع متخصصون ذوي مهارة عالية حيث تحشى الكلمات الذهبية بخيوط قطنية ثم تطرز بالخيوط الذهبية وتثبت بالاسلاك الفضية مما يعطى الشكل المبهر لها ويوجد مطبعة تطبع على القماش قبل التطريز عليه وتستغرق مدة عملها 10 أشهر تقريبا وتبلغ تكلفة قيمة الكسوة أكثر من 20 مليون ريال تقريبا كل عام نظرا لارتفاع قيمة المعادن الثمينة فيها مثل الذهب والفضة.